# Pierre de Marivaux
Pierre Carlet de Chamblain de Marivaux, comunemente noto come Marivaux (Parigi, 4 febbraio 1688 – Parigi, 12 febbraio 1763), è stato un drammaturgo e scrittore francese.
Considerato tra i maggiori commediografi di Francia del XVIII secolo, ha composto numerosi testi per la Comédie-Française e la Comédie-Italienne di Parigi.
Si è dedicato alla letteratura coltivando sia il romanzo che il teatro. Ha integrato la drammaturgia di Molière, riprendendone alcuni aspetti e dando spazio alla componente amorosa. Nello specifico gli interessa soprattutto l'innamoramento, che diventa un gioco teatrale dove i personaggi cercano di mascherarsi per scoprire se sono corrisposti. Il gioco del mascheramento dei sentimenti è presente in tutte le sue commedie, come sottile gioco psicologico. Nella lingua francese il suo nome ha dato origine al verbo marivauder che indica lo scambio di proposte galanti e molto raffinate.

## La vita e l'attività letteraria
Nell'introduzione della sua opera Marivaux dramaturge, Françoise Rubellin precisa che possediamo pochissimi documenti riguardanti la vita di Marivaux e che numerose informazioni che lo riguardano sono sbagliate. Per esempio: la sua data di nascita è sconosciuta (è nota soltanto quella del battesimo, l'8 febbraio 1688). Il nome «Pierre Carlet de Chamblain de Marivaux» non viene mai utilizzato; Marivaux nasce Pierre Carlet, facendosi poi chiamare Pierre Decarlet quando si iscrive alla facoltà di diritto, poi si firma per la prima volta Carlet de Marivaux nel 1716. Chamblain era invece il cognome di un cugino materno, l'architetto Jean-Baptiste Bullet de Chamblain.

### Giovinezza e Formazione
Nato in una famiglia di nobili originari della Normandia, che aveva avuto un senatore eletto al parlamento provinciale, suo padre Nicolas Carlet lavora nell’amministrazione della marina militare fino al 1698 quando si sposta con la famiglia (Marivaux aveva 11 anni) a Riom, in Alvernia, dove è stato nominato ispettore della Monnaie prima di diventarne direttore; qui Marivaux studia presso gli Oratoriani. La famiglia si trasferisce poi a Limoges. Di sua madre, Marie-Anne Bullet, si sa ben poco se non che era sorella di un architetto reale, Pierre Bullet, il che aiuterà Marivaux ad essere introdotto nell’ambiente di Corte.
Nel 1710, puntando a seguire la strada paterna (Mari-Anne Bullet aveva ottenuto una proroga della carica alla morte del marito, il 14 aprile 1719), inizia gli studi di diritto a Parigi. Alloggia presso lo zio architetto reale. Abbandona però gli studi nel 1713 e li riprenderà solo saltuariamente: ottiene comunque il diploma nel 1721 ed è nominato avvocato, ma non eserciterà mai la professione. 

### Primi tentativi letterari
Il suo primo testo è una commedia di intrighi in versi, in un atto le Père prudent et équitable, ou Crispin l’heureux fourbe recitato davanti a una ristretta cerchia di appassionati nel 1706 e pubblicata nel 1712.. Pubblica il suo primo romanzo nel 1712 I sorprendenti effetti della simpatia.
L’incontro con Fontenelle, e la frequentazione del salotto della spiritosa Madame de Lambert, sono determinanti per la sua formazione.
Vi incontra dei « Moderni » e si accosta a una forma di « preziosità nuova », che porterà al cosiddetto « marivaudage ». Sviluppa un atteggiamento critico e si impegna nella polemica contro i classici, sperimenta diversi generi: parodie, poemi burleschi, articoli giornalistici. La parodia è in questo periodo il suo genere principale. Riprende, con lo spirito cosiddetto “neo-prezioso” che tratta in modo giocoso i “grandi argomenti” », del patrimonio culturale degli scrittori classici, e li trasfigura in opere originali trasformandoli a seconda dei casi. Scrive così il Telemaco travestito nel 1714-1715 (dove evoca le tragedie degli ugonotti), poi l'Iliade Travestita del 1716, una parodia dell'opera di Omero che è il suo quarto lavoro pubblicato, ed il primo firmato « M. de Marivaux » nel 1718.
È considerato un brillante moralista, un nuovo La Bruyère. Si sposa il 7 luglio 1717 con Colombe Boulogne, figlia di un ricco avvocato « consigliere del Re », la cui dote permette alla coppia di vivere agiatamente. Il padre muore nel 1719, e Marivaux è rovinato dalla bancarotta di Law nel 1720, perde la moglie nel 1723, e da allora è costretto a guadagnarsi di che vivere ed educare la figlia scrivendo.

### La passione per il teatro
Presto trova la propria strada nel teatro. Dapprima si cimenta con la tragedia classica in versi, con l'Annibale, rappresentato nel 1720 dalla Comédie-Française, ma l’accoglienza è modesta. Il successo arriva però nello stesso anno con Arlequin poli par l'amour rappresentato dal Théâtre italien de Paris di Luigi Riccoboni. Marivaux apprezza la recitazione degli attori italiani e diventa l’autore preferito dalla compagnia. La giovane e talentuosa Silvia Balletti (strettamente legata a Giacomo Casanova), diventa la sua interprete ideale e Marivaux scrive soprattutto per lei.
Rivoluziona il genere della commedia sentimentale, che esplora con Surprises de l’amour o La Double Inconstance, ma soprattutto con i suoi pezzi che diventano grandi classici di questo genere: Le Jeu de l'amour et du hasard (1730) e Le false confidenze (1737).
Scrive anche commedie a sfondo sociale su temi come la libertà e l’uguaglianza tra gli uomini (L'Île des esclaves nel 1725), o la condizione femminile (La Nouvelle Colonie nel 1729): ambientate in contesti fantastici e utopici, queste opere, che non ebbero grande successo al loro apparire, sviluppano il suo pensiero sulle relazioni umane.
Il teatro di Marivaux riprende la massima della commedia latina « Castigat ridendo mores » (che corregge i costumi ridendo) e costruisce una sorta di raccordo tra la comicità d'improvvisazione della commedia dell'arte, con i suoi personaggi stereotipati, soprattutto Arlecchino, e un teatro più letterario e psicologico, vicino agli autori contemporanei inglesi e francesi; utilizza dunque diversi livelli del comico: la farsa, la satira e la poesia. Presso i contemporanei, complessivamente, non gode di un successo esaltante: la Comédie-Française e il suo pubblico non lo apprezzano, e il Théâtre-Italien resta un teatro di secondo piano. D’altronde Marivaux si è sempre tenuto ai margini dell’ambiente dei “philosophes”, che influenza il gusto corrente. Tuttavia, la sua influenza letteraria è profonda: della sua tecnica del romanzo terrà conto Stendhal, ma soprattutto il suo stile di dialogo teatrale ispirerà, nel XIX secolo, le commedie di Musset e, nel XX secolo, quelle di Giraudoux.
Oggi Marivaux ha finalmente trovato un pubblico entusiasta che considera moderna proprio la complessità che ai suoi tempi gli veniva rimproverata. È, dopo Molière e Racine, il terzo autore più rappresentato dalla Comédie-Française.

### Filosofo e moralista
Negli stessi anni espone le sue riflessioni sui giornali, prima Le Spectateur françois (français), sul modello dello Spectator di Joseph Addison e Richard Steele, dal 1721 al 1724 (25 numeri), poi L’Indigent Philosophe,nel 1727 et Le Cabinet du philosophe nel 1734, dove è l’unico redattore, oltre ad autore di racconti, moralista e filosofo. Qui analizza, con penna acuta, i molti aspetti della società frammentata e gerarchica del suo tempo, e descrive con humour le abitudini dei suoi contemporanei. Qui mette a punto le sue concezioni estetiche, il suo gusto per una scrittura spontanea e il suo diritto di ridere degli uomini in generale e “del me stesso che vedo negli altri” (« et de moi-même que je vois dans les autres », poiché la realtà è sempre più complessa a sfuggente degli schemi nei quali cerchiamo di inquadrarla.
Pietro Citati ha scritto che l'opera di Marivaux, non apprezzata come meritava dai suoi contemporanei tanto che quando morì «Grimm ne parlò appena sul suo giornale», ha le sue radici nella «grande moralistica del seicento,  Larochefoucauld, e La Bruyère, Saint-Evremond e Pascal».

### Le opere narrative
Insieme all’abate Prévost, Marivaux è uno degli scrittori che hanno riflettuto con più profondità sul paradosso della scrittura del romanzo.
La sua grande opera in forma di romanzo è La Vie de Marianne la cui redazione dura circa quindici anni (1726-1741). La protagonista, avanti negli anni, racconta la sua vita, inframezzando il racconto con riflessioni e meditazioni sull’amore, sull’amicizia, la sincerità, il riconoscimento sociale dei meriti personali. L’opera rimane però incompiuta. 
Gli stessi temi sono ripresi nel Le Paysan parvenu (il villan rifatto), un romanzo di formazione del 1735 che racconta l’arrivo a Parigi e la scalata sociale di Jacob grazie ai suoi successi amorosi.

### Ultimi anni

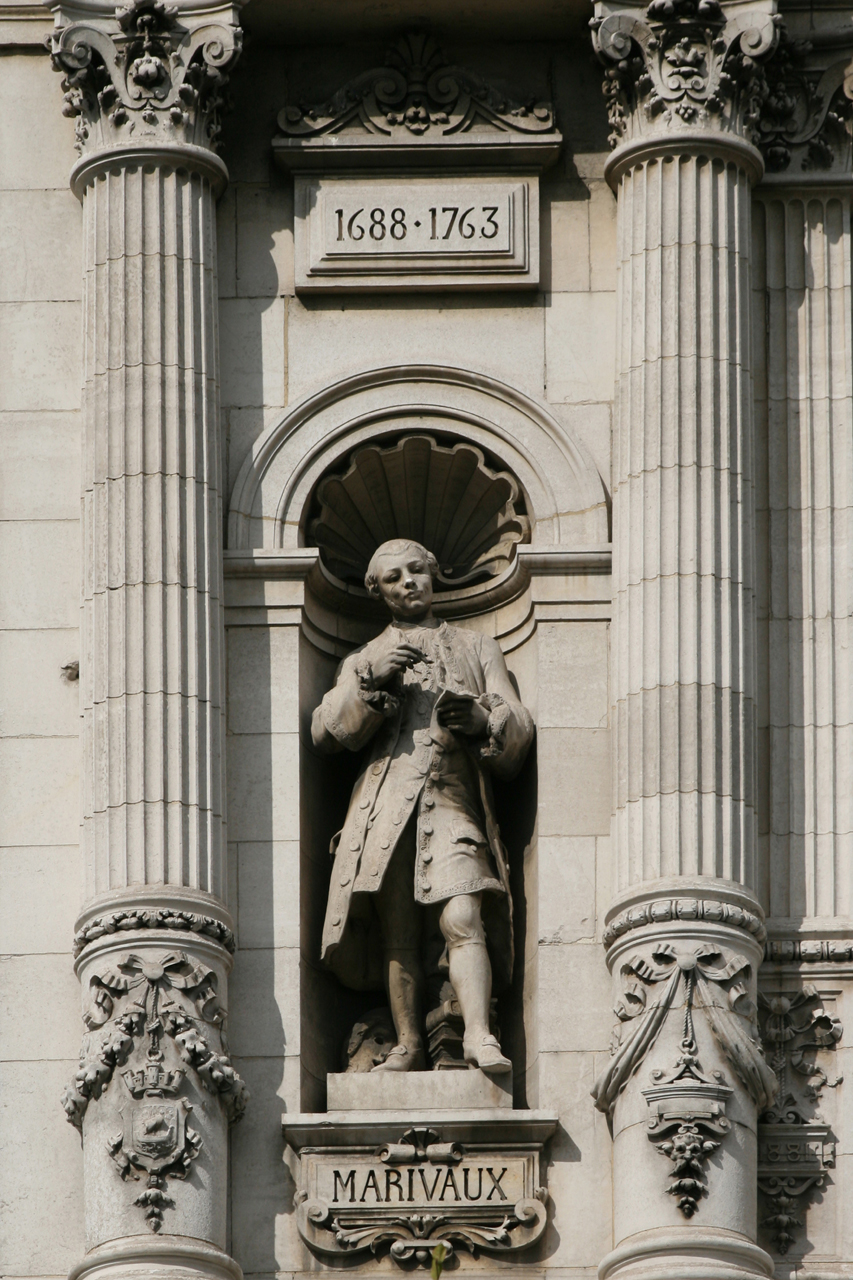
Statua di Marivaux all’Hôtel de ville di Parigi.

A partire dal 1733, frequenta il salotto di Claudine de Tencin, che diventa un’amica preziosa. Grazie a lei viene eletto, sconfiggendo Voltaire all’Académie française nel 1742 (dopo vari rifiuti: l’accademico Pierre-Joseph Thoulier d'Olivet lo accusava di distruggere la lingua francese), e vi pronuncerà numerosi discorsi: Riflessioni in forma di lettera sul progresso dello spirito umano (1744), Riflessioni sullo spirito umano in relazione a Corneille e Racine (1749), Riflessioni sui Romani e sugli antichi Persiani (1751). Compone ormai solo alcune pièce destinate alla Comédie-Française, che sono pubblicate ma non rappresentate, e un dialogo, L'Éducation d’un prince. Malato sin dal 1758, muore per una pleurite il 12 febbraio 1763.

## Il «marivaudage»
Il nome di Marivaux ha fatto nascere il verbo francese « marivauder » che significa «scambiarsi proposte amorose galanti e raffinate ». Per estensione è nato il termine « marivaudage » già quando Marivaux era vivo, probabilmente in uno dei caffè letterari così popolari alla sua epoca. Le due parole si trovano nel 1760 nella corrispondenza tra Denis Diderot e Sophie Volland, ma l’espressione era già apparsa nel 1739 nella corrispondenza di Madame de Graffigny. Marivauder ha qui il significato di « dissertare senza fine su piccolezze» e marivaudage indica una forma troppo raffinata di analisi morale. Ma la parola definisce anche uno stile, che Jean-François de La Harpe così definisce a fine secolo nel suo Lycée ou cours de littérature ancienne et moderne, insistendo sul mescolamento di registri opposti:

Marivaux, alla fine del XVIII secolo, era accusato di non parlare il francese corrente, di peccare contro il buon gusto e qualche volta contro la lingua stessa, dato che le sue frasi apparivano mal costruite, i suoi enunciati troppo ricercati e oscuri, e addirittura creava parole nuove, come il modo di dire (oggi comunissimo), « tomber amoureux » (all’epoca si usava dire « se rendre amoureux »). Così Palissot, avversario dei philosophes, scrive nel 1777 : 
Nel XVIII secolo quindi la parola “marivaudage” ha un doppio significato: non indica solo lo stile dello scrittore, ma anche quella forma estrema di analisi morale e psicologica che Marivaux svolge nei suoi romanzi, commedie e saggi. 
I critici dell’inizio dell’epoca romantica, come Sainte Beuve, conoscevano di Marivaux solo le poche pièces nel repertorio della Comédie-Française e le trovavano fredde. Ma la parola diventa invece positiva man mano che il secolo di Watteau ritorna di moda dopo il 1850, e assume un senso più generale: descrive cioè un tipo di dialogo galante (di cui le commedie di Marivaux danno esempi e modelli), e riporta a un certo modo di vivere il rapporto amoroso, con stile galante e grazioso. È proprio in questa accezione che la parola è oggi usata correntemente per indicare un’atmosfera giocosa, spiritosa e rapporti amorosi basati sul gioco della seduzione.

## Opere

### Opere teatrali
(Le date, dove non altrimenti specificato, si riferiscono alla prima rappresentazione)
- Le Père prudent et équitable (pubblicato nel 1712)
- L'Amore e la Verità (L'Amour et la Vérité, 1720)
- Arlecchino educato dall'amore (Arlequin poli par l'amour, pubblicato nel 1720)
- Annibale (Annibal, tragedia, 1720)
- La sorpresa dell'amore (La Surprise de l'amour, 1722)
- La doppia incostanza (La Double Inconstance, 1723)
- Le Prince travesti (1724)
- La Fausse Suivante ou le Fourbe puni (1724)
- Le Dénouement imprévu (1724)
- L'isola degli schiavi (L'Île des esclaves, 1725)
- L'Héritier de village (1725)
- L'Île de la raison ou les Petits Hommes (1727)
- La Seconde Surprise de l'amour (1727)
- Le Triomphe de Plutus (1728)
- La Nouvelle Colonie ou la Ligue des femmes (1729)
- Il gioco dell'amore e del caso (Le Jeu de l'amour et du hasard, 1729)
- La Réunion des amours (1731)
- Il trionfo dell'amore (Le Triomphe de l'amour) (1732)
- Les Serments indiscrets (1732)
- L'École des mères (1732)
- Le Petit-Maître corrigé (1733)
- L'Heureux Stratagème (1733)
- La Méprise (1734)
- La Mère confidente (1735)
- Le Legs (1736)
- Le false confidenze (Les Fausses Confidences, 1737)
- La Joie imprévue (1738)
- Les Sincères (1739)
- L'Épreuve (1740)
- La Commère (1741)
- La Dispute (1744)
- Le Préjugé vaincu (1747)
- La Colonie (pubblicato nel 1750)
- La Femme fidèle (1755)
- Félicie (pubblicato nel 1757)
- Les Acteurs de bonne foi (pubblicato nel 1757)
- La provinciale (La Provinciale, pubblicato nel 1761)
- Mahomet second (incompiuta)

Marivaux scrisse anche Heureuse Surprise e Amante frivole, andate perdute.

### Feuilles e Feuilletons
- Lettres sur les habitants de Paris (1717-1718)
- Le Spectateur français (1721-1724)
- L'Indigent philosophe (1726)
- Le Cabinet du filosophe (1734)

### Romanzi e racconti parodistici e satirici
- Pharsamon, ou Les nouvelles folies romanesques (scritto nel 1713, pubblicato nel 1737)
- Les Aventures de *** ou les Effets surprenants de la sympathie (1714)
- La Voiture embourbée (1714)
- Le Bilboquet (1714)
- Le Télémaque travesti (1717)
- L'Iliade travestie (1718)

### Romanzi incompiuti
- La vita di Marianne (scritto tra il 1727 e il 1740)
- Il Villan rifatto (Le Paysan Parvenu, ou Les Memoires de M. fu scritto nel 1734-1735)